# Dentlein am Forst
Dentlein am Forst este o comună din landul Bavaria, Germania.